# Cour du Mont
La Cour du Mont était une propriété de l’abbaye de Jumièges, située au hameau des Monts à Duclair (Seine-Maritime). Elle surplombe la vallée de la Seine.

## Histoire
La cour du Mont est située sur les hauteurs de Duclair, entre l’abbaye Saint-Georges de Boscherville et l’abbaye de Jumièges. Il s’agissait d’un domaine agricole servant à approvisionner les moines de l’abbaye de Jumièges. La cour du Mont était aussi le siège de la baronnie de Duclair.

### Moyen Âge et époque moderne
À la fin du XIIe siècle, vers 1181-1190, la cour du Mont était désignée par le terme de « grange ».
À Jumièges, un moine cellérier devait initialement fournir une quantité déterminée de blé, de seigle ou d'avoine aux autres religieux. Très vite, il chargea un fermier d'effectuer cette tâche. Celui-ci était logé dans la porterie de la cour du Mont.
On accédait au domaine par la porterie dans laquelle un passage traversait le bâtiment.
La grange ne servait qu'au stockage des céréales, du vin, de la cervoise...
Puis, au XIVe siècle, vers 1338, les habitants de la région de Duclair pouvaient parler du "Manoir ou grange du Mont de Duclair".
Le domaine s'était développé et le nombre de bâtiments s'était multiplié. On comptait entre une dizaine et une quinzaine de bâtiments agricoles ou résidentiels répartis sur près de cinquante hectares. L'ensemble était clos par un mur de bauge.
Au XVIIe siècle, il existait alors une porterie avec un grenier, une chapelle Sainte-Austreberthe, une grange à blé, une grange pour l’avoine, un colombier, un four, un pressoir, un poulailler, une maison pour le fermier, une charterie, des écuries, des étables, une bergerie, une porcherie et des remises.

### Époque contemporaine
Avec la Révolution française, le domaine, appartenant aux moines de Jumièges, fut vendu en bien national à un Rouennais du nom de Jean Darcel.
Les modifications furent alors nombreuses tout au long du XIXe siècle. On transforma la chapelle Sainte-Austreberthe en fournil et la porterie fut modifiée .
Aujourd'hui, il reste encore une grange à pans de bois, la porterie et la chapelle Sainte-Austreberthe. Le premier bâtiment est la propriété de la commune de Duclair, les deux derniers bâtiments appartiennent à la Maison des Jeunes et de la Culture de Duclair. La chapelle a été restaurée entre 2008 et 2009 par des volontaires de l'association Chantiers Histoire et Architecture Médiévales.